# いまむらのりお
いまむら のりお（本名:今村 清憲（いまむら きよのり）、1954年4月17日 - ）は、日本の舞台俳優、声優。

## 経歴
岐阜県岐阜市出身。大垣日本大学高等学校、日本大学芸術学部放送学科卒業。演劇に興味はあったが進路は放送局へと考えていたとき、当時はミュージカルブームで日生劇場において上演された越路吹雪主演の『メイム』を鑑賞、これに感動や興奮して同じことをやりたいと芝居に傾倒、創設2年のいずみたくフォーリーズなら入れるだろうと思い1978年、研究生に合格した。1979年、準劇団員に昇格して団員2期生になる。劇団本公演2作目の『ゴッドスペル』に出演、なおその半年前に地方公演『怪傑アンパンマン』に出演しているためこちらが正式なデビューとなっている。同劇団ではいずみたく作曲のオリジナルミュージカルを上演することが方針として基本だったため、自分の若さからつまらないと感じ、同時期に注目を集めていた野沢那智の劇団薔薇座の公演『地球を止めろ!俺は降りたい』を鑑賞したことや主演の戸田恵子の姿を見て、同劇団に研究生として入る。同劇団では本当は16期だったが、フォーリーズでの経験があるため野沢から可哀想に思われたのか15期に編入する。だが周りの玄田哲章、高島雅羅、岸野幸正、難波圭一、戸田は台詞回しが上手く、高島は同い年、岸野や難波は年下、戸田は4歳下であり、自分は役者で生活できるほどじゃないと20代後半に退団、約3年の在籍期間だった。
自身がゲイであるため東京都新宿区新宿二丁目に通っており、26歳のときに客として訪れていた店のオーナーから新たにふんどしバーを出店するため雇われ店長をやらないかと言われて承諾。1984年7月、オーナーと話し合い円満独立、新宿二丁目でふんどしバー「刀」（とう）を開業、ゲイであることを活かせる仕事として始めた。店名はふんどしは日本古来のもので、和と侠を連想させる勇ましい雰囲気からとっており、訓読みでは普通だと思い、音読みにした。当時はバブル景気の最中で1994年までかなり繁盛しており、2013年時点でもそのときの収益で持っているという。親への申し訳なさで薔薇座にいながら大学はなんとか卒業していたが、縁があればまた舞台に立てるかもしれないと思いつつ自分の店を始めた30歳のときに芝居は辞めたつもりだった。だが1980年代年半ば頃、薔薇座時代に『グリース』の客演で面識のあった三ツ矢雄二から声をかけられ、田中真弓と劇団を立ち上げたから公演に出てほしいといわれ、店の経営も良かったため両立できるならと劇団「プロジェクト・レヴュー」2回目の公演に客演する。後に創設された田中の主宰する劇団「おっ、ぺれった」にも出演、同劇団では、女装で中年女性や老婆を演じることが多い。
あだ名は「しぇねお」で、フォーリーズの研究生時代にレッスンで周りはダンスができる中、自分は得意ではなかったが、技の1つのシェネは上手く行え、ダンスの先生の堀内完が一度に何十人も見ているため名前はちゃんと覚えてもらえず、「ええっ～と、誰だ?デカくてシェネしか出来ないヤツ・・・?」と聞くと他の研究生が「のりおです」と答えたところから「シェネしか出来ないのりお」を短くしたもの。
漫画『ONE PIECE』の登場人物、エンポリオ・イワンコフのモデルの1人であり、作者の尾田栄一郎が「おっ、ぺれった」でいまむらの岩のような女装姿を知り、彼の名を「いわむら」と間違って覚えていたところからキャラ名が付けられた。それを知ったいまむらは同作のアニメでもオーディションを経て選ばれ、役を演じていた。以前より話半分で自分が演じなきゃと言っていたが、2009年夏に田中真弓からプロデューサーに推しておくとも言われており同年12月上旬にお、ぺれったの公演を『ONE PIECE』のプロデューサーが鑑賞、オーディションに参加して欲しいとなったと田中から連絡があり、同月24日の午後7時からオーディションが行われ、同日午後11時頃、再び田中から連絡があり、合格したことを伝えられた。
2010年7月12日、わいせつ図画陳列罪で警視庁保安課に逮捕された。容疑は同年4月26日と6月12日の2回に分けて、自身のブログにいまむらが営業するバーで撮影した自らの陰部が写った無修正画像4枚を投稿、アクセスした者に対して公然に陳列したことで逮捕された。同事件は、違法なわいせつ画像をオンライン上に掲載しているとのインターネット・ホットラインセンターへの通報から9都府県警が捜査、22か所を家宅捜索して高校生や会社員など17-56歳の男9人を逮捕したうちの1人がいまむらだった。同様の一斉取り締まりは同年5月31日に14人が逮捕されたのに続いて2度目。約10年前から400-500万円かけて入れ墨を入れ、取り調べでは陰部を指して「こんなところにまで入れ墨した、と自慢したかった」と供述、ほぼ完成したため掲載していたが、画像は同年6月24日に自分で削除している。
逮捕前の本人のブログ「男魂伝統和彫一匹龍」には入れ墨の完成まで過程がいろいろなポーズで撮影された画像が多数掲載され、過激なものや屋外で撮った問題があるようなものもあった。入れ墨は和彫りの総身彫りで背中は昇り龍、全身に波に岩牡丹、虎、数珠などがあり、陰部は蛇であった。陰部まで施す人は日本では少なく、ある彫り師の見立てでは250-300時間ほどかかったとみられ「かなりの腕前。同業者から見てもかっこいい」「みんなに見せたい気持ち、この人（今村経営者）のロマンはよく分かる。ここまで仕上げたのは賛美に値する」としている。
この事件によりアニメ『ONE PIECE』の同年5月23日放送の第452話を最後にイワンコフ役を降板、同年8月8日放送の第461話から岩田光央に交代、既存分含めて再収録が行われ、DVDでは最初から岩田が演じている。いまむらは東京地方検察庁に送検され、事件に悪質性はなく逃亡の恐れなしとして同年7月15日に釈放。所属事務所社長がいまむらと電話で話すと彼は恐縮しきりで、謝罪するばかりだったという。後に東京区検察庁に略式起訴され、同年9月1日、東京簡易裁判所から罰金50万円の略式命令が出された。

## 出演

### テレビアニメ
- トランスフォーマー カーロボット（2000年、ガスカンク[29]）
- ONE PIECE（2010年、エンポリオ・イワンコフ〈初代〉）

### ゲーム
- ONE PIECE ギガントバトル!（2010年、エンポリオ・イワンコフ）※キャスト表記なし

### 吹き替え
- アラビアン・ナイト（指輪のジニー）
- バードケージ（アルバート）
- マドンナの「2番目に幸せな事」
- WASABI

### 舞台
- ちょっとノゾいてみてごらん
- 御都合主義で行こう
- チャーリーズ・ヘンジェル
- 御都合主義で行こう part2 へっぴり腰で行こう
- Sammy'sBarへようこそっ!
- ちょっとノゾいてみてごらん2008
- 幕末侍伝説-CHUJI-
- 21世紀中年!〜最終章・我が師の恩?〜
- おっぺけぺれった
- チャーリーズ・ヘンジェル番外編
- ひまわり
- ハードボイルド母ちゃん[30]